# Thanpol Chaiyasit
Thanpol Chaiyasit (thailändisch แทนพล ไชยสิทธิ์, * 30. März 1991) ist ein thailändischer Fußballspieler.

## Karriere
Thanpol Chaiyasit spielte bis 2019 für die thailändischen Vereine Nan FC, Roi Et United FC, Samut Songkhram FC, Krabi FC, Trang FC, Ubon Ratchathani FC und den Uttaradit FC. Anfang 2020 wechselte er zum Zweitligaaufsteiger Ranong United FC. Mit dem Verein aus Ranong spielte er dreimal in der zweiten Liga. Anschließend spielte er für die Drittligisten Pathumthani University FC und Young Singh Hatyai United sowie für den Amateurligisten Sakhon Nakhon United FC.